# Championnat du pays de Galles de football 2010-2011
Navigation
2009-2010 2011-2012
La saison 2010-2011 de Welsh Premier League est la dix-neuvième édition de la première division galloise.
Lors de cette saison, le New Saints FC va tenter de conserver son titre de champion face aux onze meilleurs clubs gallois lors d'une série de matchs se déroulant sur toute l'année.
Le championnat est réduit de 18 à 12 équipes à partir de cette saison. La décision a été prise à l’unanimité par les clubs de première division en juin 2009.
Le Bangor City Football Club est sacré champion du pays de Galles à l'issue de la saison.

## Qualifications en coupe d'Europe
À l'issue de la saison, le champion se qualifie pour le 2e tour de qualification des champions de la Ligue des champions 2011-2012.
Alors que le vainqueur de la Coupe du pays de Galles prendra la première des trois places en Ligue Europa 2011-2012, les deux autres places reviendront au deuxième du championnat et au vainqueur des play-offs.

## Refonte du championnat
8 équipes devaient initialement être reléguées du fait de la réduction du championnat à 12 clubs.
- Tout d'abord, le Rhyl FC est relégué puisqu'il n'a pas obtenu sa licence pour la saison 2010-2011 ce qui repêche le 11e qui est Bala Town.
Les 12e et 13e qui sont respectivement Haverfordwest County et Newtown AFC sont maintenus puisque les équipes de Llangefni Town vainqueur de la Cymru Alliance League et Afan Lido 3e de la Welsh First Division n'ont pas eu leur licence pour évoluer parmi l'élite.

## Les 12 clubs participants
| \| Aberystwyth Town Airbus UK Bala Town Bangor City Carmarthen Town Haverfordwest County Llanelli AFC Neath FC Newtown AFC Port Talbot Town Prestatyn Town The New Saints FC \| Localisation des clubs engagés dans le championnat. |
| Aberystwyth Town Airbus UK Bala Town Bangor City Carmarthen Town Haverfordwest County Llanelli AFC Neath FC Newtown AFC Port Talbot Town Prestatyn Town The New Saints FC                                                           |

| Club                               | Stade                | Capacité | Ville         |
| ---------------------------------- | -------------------- | -------- | ------------- |
| Aberystwyth Town Football Club     | Park Avenue Ground   | 2 100    | Aberystwyth   |
| Airbus UK Football Club            | Airbus UK            | 1 000    | Broughton     |
| Bala Town Football Club            | Maes Tegid           | 3 000    | Bala          |
| Bangor City Football Club          | Farrar Road          | 1 500    | Bangor        |
| Carmarthen Town Football Club      | Richmond Park        | 3 000    | Carmarthen    |
| Haverfordwest County Football Club | Newbridge Meadow     | 2 000    | Haverfordwest |
| Llanelli Association Football Club | Stebonheath Park     | 3 700    | Llanelli      |
| Neath Football Club                | The Gnoll            | 7 000    | Neath         |
| Newtown Association Football Club  | Latham Park          | 4 300    | Newtown       |
| Port Talbot Town Football Club     | Victoria Road Ground | 2 000    | Port Talbot   |
| Prestatyn Town Football Club       | Bastion Road         | 1 000    | Prestatyn     |
| The New Saints Football Club       | Park Hall            | 2 000    | Oswestry      |

## Compétition
Le classement est établi sur le barème de points classique (victoire à 3 points, match nul à 1, défaite à 0).
Pour départager les égalités, on tient d'abord compte de la différence de buts générale, puis du nombre de buts marqués, puis des confrontations directes et enfin si la qualification ou la relégation est en jeu, les deux équipes jouent une rencontre d'appui sur terrain neutre.

### Classement
| Rang | Équipe                | Pts | J  | G  | N  | P  | Bp | Bc | Diff |
| ---- | --------------------- | --- | -- | -- | -- | -- | -- | -- | ---- |
| 1    | Bangor City           | 70  | 32 | 22 | 4  | 6  | 80 | 44 | +36  |
| 2    | The New Saints FC (T) | 68  | 32 | 20 | 8  | 4  | 87 | 34 | +53  |
| 3    | Neath FC              | 58  | 32 | 16 | 10 | 6  | 62 | 41 | +21  |
| 4    | Llanelli AFC (C)      | 53  | 32 | 15 | 8  | 9  | 58 | 41 | +17  |
| 5    | Aberystwyth Town      | 42  | 32 | 11 | 9  | 12 | 42 | 54 | -12  |
| 6    | Airbus UK             | 41  | 32 | 11 | 8  | 13 | 53 | 52 | +1   |
| 7    | Prestatyn Town        | 40  | 32 | 10 | 10 | 12 | 44 | 46 | -2   |
| 8    | Port Talbot Town      | 36  | 32 | 8  | 12 | 12 | 37 | 48 | -11  |
| 9    | Newtown AFC           | 35  | 32 | 8  | 11 | 13 | 40 | 55 | -15  |
| 10   | Carmarthen Town       | 35  | 32 | 10 | 5  | 17 | 39 | 64 | -25  |
| 11   | Bala Town*            | 33  | 32 | 10 | 3  | 19 | 41 | 57 | -16  |
| 12   | Haverfordwest County  | 19  | 32 | 5  | 4  | 23 | 30 | 77 | -47  |

| Légende : Qualifications et relégations | Légende : Qualifications et relégations                                                                |
| --------------------------------------- | --- |
|                                         | Ligue des champions 2011-2012, deuxième tour de qualification                                          |
|                                         | Ligue Europa 2011-2012, deuxième tour de qualification                                                 |
|                                         | Ligue Europa 2011-2012, premier tour de qualification                                                  |
|                                         | Play-offs pour une place en premier tour de qualification de la Ligue Europa 2011-2012                 |
|                                         | Relégation en deuxième division                                                                        |
|                                         | (T) : Tenant du titre (C) : Vainqueur de la Coupe du pays de Galles de football 2010-2011 (P) : Promus |

* Bala Town échappe à la relégation, Gap Connah's Quay Football Club, champion de deuxième division, n'ayant pas obtenu sa licence pour jouer en Welsh Premier League.

## Play-offs pour la Ligue Europa

### Quarts de finale
| 10 mai 2011 | Aberystwyth Town         | 2 – 1 | Airbus UK           | Park Avenue, Aberystwyth |                   |
| 19:30       | Stott 60e · McCarten 85e |       | 21e (pen.) Sheridan | Spectateurs : 424        | Spectateurs : 424 |
| 19:30       | Rapport                  |       |                     | Spectateurs : 424        | Spectateurs : 424 |

### Demi-finales
| 15 mai 2011 | Neath                   | 2 – 1 | Aberystwyth Town | The Gnoll, Neath |  |
| 14:30       | Hughes 34e · Fowler 36e |       | 89e McCarten     |                  |  |
| 14:30       | Rapport                 |       |                  |                  |  |

| 15 mai 2011 | Prestatyn Town       | 2 – 1 | Port Talbot Town | Remax Stadium, Port Talbot |  |
| 14:30       | Hunt 84e · Hayes 88e |       | 29e Surman       |                            |  |
| 14:30       | Rapport              |       |                  |                            |  |

### Finale
| 21 mai 2011 | Neath | 3-2 | Prestatyn Town |  |
| 15:15 GMT   |       |     |                |  |

## Bilan de la saison
| Championnat du pays de Galles de football 2010-2011                       |                                      |
| Champion                                                                  | Bangor City Football Club (3e titre) |
| Dauphin                                                                   | The New Saints Football Club         |
| Coupes et trophées                                                        |                                      |
| Vainqueur de la Coupe du pays de Galles 2010-2011                         | Llanelli Association Football Club   |
| Vainqueur de la Coupe de la Ligue du pays de Galles de football 2010-2011 | The New Saints Football Club         |
| Qualifications continentales                                              |                                      |
| Ligue des champions de l'UEFA 2011-2012                                   | Bangor City Football Club            |
| Ligue Europa 2010-2011                                                    | Llanelli Association Football Club   |
| Ligue Europa 2010-2011                                                    | The New Saints Football Club         |
| Ligue Europa 2010-2011                                                    | Neath Football Club                  |
| Promotions et relégations                                                 |                                      |
| Promus en Welsh First Division                                            | Gap Connah's Quay*                   |
| Promus en Welsh First Division                                            | Afan Lido                            |
| Relégués en Cymru Alliance League                                         | Bala Town*                           |
| Relégués en Cymru Alliance League                                         | Haverfordwest County                 |

* Gap Connah's Quay n'ayant pas reçu sa licence pour jouer en Welsh Premier League, l'avant-dernier du classement, Bala Town, n'est pas relégué.

## Statistiques

### Meilleurs buteurs
Source: welsh-premier.com
| Rang | Joueur           | Club           | Buts |
| ---- | ---------------- | -------------- | ---- |
| 1    | Rhys Griffiths   | Llanelli       | 25   |
| 2    | Matthew Williams | The New Saints | 19   |
| 3    | Lee Trundle      | Neath          | 18   |
| 3    | Jamie Reed       | Bangor City    | 17   |
| 5    | Alan Bull        | Bangor City    | 16   |
| 5    | Lee Hunt         | Prestatyn Town | 16   |

Mis à jour le 1er mai 2011